# Sextaszy
Sextaszy je debitantski studijski album hrvaške glasbene skupine Jinx, ki je izšel leta 1995 na kaseti pri založbi Fabris Audio. Album je bil posnet, v zasedbi še brez trobente in saksofona, v angleščini. Uspešnejše skladbe z albuma so »Little Devil«, »Let's Talk About«, »Good Times In Bed«, ... Leta 2000 je izšel ponatis albuma na zgoščenki pri založbi Aquarius Records. Na zgoščenki je zamenjan vrstni red skladb - skladba »Silver Surffer«, ki je na kaseti druga po vrsti, je na zgoščenki deveta.

## Seznam skladb
Avtor vseh skladb je Coco Mosquito.

### Kaseta (1995)
| A stran | A stran             | A stran |
| Št.     | Naslov              | Dolžina |
| ------- | ------------------- | ------- |
| 1.      | „21st Century‟      | 3:23    |
| 2.      | „Silver Surffer‟    | 3:57    |
| 3.      | „Let's Talk About‟  | 2:28    |
| 4.      | „Little Devil‟      | 2:33    |
| 5.      | „Good Times In Bed‟ | 5:15    |

| B stran | B stran                          | B stran |
| Št.     | Naslov                           | Dolžina |
| ------- | -------------------------------- | ------- |
| 1.      | „Push Me Down‟                   | 3:07    |
| 2.      | „Because‟                        | 2:53    |
| 3.      | „Gotta Get Away‟                 | 2:57    |
| 4.      | „Don't Be Affraid Of The Sharks‟ | 4:52    |
| 5.      | „Cheater‟                        | 6:10    |

### Zgoščenka (2000)
| Št. | Naslov                           | Dolžina |
| --- | -------------------------------- | ------- |
| 1.  | „21st Century‟                   | 3:23    |
| 2.  | „Let's Talk About‟               | 2:28    |
| 3.  | „Little Devil‟                   | 2:33    |
| 4.  | „Good Times In Bed‟              | 5:15    |
| 5.  | „Push Me Down‟                   | 3:07    |
| 6.  | „Because‟                        | 2:53    |
| 7.  | „Gotta Get Away‟                 | 2:57    |
| 8.  | „Don't Be Affraid Of The Sharks‟ | 4:52    |
| 9.  | „Silver Surffer‟                 | 3:57    |
| 10. | „Cheater‟                        | 6:10    |

## Jinx
- Coco Mosquito – kitare, govor
- Kiky the Kid – bobni, tolkala
- Goony – bas
- Goody – klaviature
- Yaya – vokali

## Produkcija
- Inženirja: Coki, Berko
- Producent: Coco Mosquito
- Oblikovanje in fotografije: Gabi